# Keisuke Matsumoto
Keisuke Matsumoto (松本 圭介 Matsumoto Keisuke?, nacido el 17 de junio de 1988 en Aichi) es un exfutbolista japonés. Jugaba de centrocampista y su último club fue el Grulla Morioka de Japón.

## Trayectoria

### Clubes
| Club             | País  | Año         |
| ---------------- | ----- | ----------- |
| MIO Biwako Shiga | Japón | 2011 - 2012 |
| Grulla Morioka   | Japón | 2013 - 2015 |

## Estadística de carrera

### J. League
| Club           | Año   | J. League | J. League | Copa J. League | Copa J. League | Total | Total |
| Club           | Año   | Part.     | Goles     | Part.          | Goles          | Part. | Goles |
| -------------- | ----- | --------- | --------- | -------------- | -------------- | ----- | ----- |
| Grulla Morioka | 2014  | 15        | 1         | -              | -              | 15    | 1     |
| Grulla Morioka | 2015  | 12        | 1         | -              | -              | 12    | 1     |
| Total          | Total | 27        | 2         | 0              | 0              | 27    | 2     |